# Heliura fumata
Heliura fumata är en fjärilsart som beskrevs av Rothschild 1912. Heliura fumata ingår i släktet Heliura och familjen björnspinnare. Inga underarter finns listade i Catalogue of Life.